# Megachile angolensis
Megachile angolensis är en biart som först beskrevs av Cockerell 1935.  Megachile angolensis ingår i släktet tapetserarbin, och familjen buksamlarbin. Inga underarter finns listade i Catalogue of Life.